# Pět smyslů člověka
Pět smyslů člověka, někdy označovaný jako Prefantýn a jeho láska, je český němý film z roku 1913 vyrobený ve společnosti Kinofa Josefem Švábem-Malostranským a Antonínem Pechem.

## Synopse
Dochovaný kratičký snímek představuje pět lidských smyslů. Příběh sluhy Prefantýna dokládá jejich význam: Prefantýn nejprve na ulici uvidí pěknou kuchařku (zrak). Pomůže jí donést domů nákup a druhý den jí přinese květinu, k níž si kuchařinka přivoní (čich). Prefantýn od ní dostává chutný oběd a zapije ho pivem (chuť). Nato se posadí ke kuchařce, obejme a políbí ji (hmat). Před zataženou oponou tančí Amorek a my si představujeme lahodnou píseň lásky (zvuk). V závěru filmu jsou civilní záběry Josefa Švába-Malostranského a Katy Kaclové-Vališové.

## Obsazení
| Josef Šváb-Malostranský | Prefantýn |
| Katy Kaclová-Vališová   | kuchařka  |
| Marie Klimešová         | Amorek    |

## Produkce
Filmem Pět smyslů člověka se po patnáctileté přestávce na filmové plátno vrátil první český filmový herec Josef Šváb-Malostranský. Vedle ztvárnění hlavní role byl také autorem scénáře a režisérem tohoto kratičkého skeče ukazujícího pět lidských smyslů. Za kamerou stál zakladatel první české filmové společnosti Kinofy Antonín Pech a Švábovou partnerkou ve filmu je Katy Kaclová-Vališová. Film se natáčel na Ovocném trhu v Praze a v soukromém bytě v paláci Lucerna. Jako jedna z mála u filmů z dob počátků české kinematografie se jeho kopie dochovala do dnešních dnů.